# Трубецкой, Николай Иванович (1797)
Князь Никола́й Ива́нович Трубецко́й (8 [19] апреля 1797, Москва — 25 мая [6 июня] 1874, Москва) — русский придворный и государственный деятель из княжеского рода Трубецких, московский эпикуреец и хлебосол, известный под прозвищем Le Nain Jaune («жёлтый карлик»). Обер-гофмейстер Императорского двора (1861); президент Московской дворцовой конторы (1859—1873); член Государственного совета Российской империи (1867) и почётный член Мануфактурного совета (1873).

## Биография
Представитель второй ветви рода князей Трубецких, правнук основателя этой ветви рода князя И. Ю. Трубецкого; старший сын князя Ивана Николаевича Трубецкого (1760—1843) от его брака с княжной Натальей Сергеевной Мещерской (1775—1852), правнучкой графа А. А. Матвеева. Брат генерала от кавалерии Петра Трубецкого.
6 декабря 1811 года зачислен на службу в Московском архиве Коллегии иностранных дел в должности актуариуса, с 17 апреля 1815 года — переводчик. 10 июля 1815 года уволен с гражданской службы и 15 июля того же года зачислен на военную службу колонновожатым в Свиту Его Величества по квартирмейстерской части. 26 февраля 1816 года произведён в портупей-прапорщики и переведён в лейб-гвардии Гренадерский полк, где 30 сентября того же года получил чин прапорщика гвардии. Назначенный 23 марта 1817 года адъютантом к командующему полком генерал-майору П. Ф. Желтухину, 13 июля уволился в отпуск,  а 17 октября того же года произведён в подпоручики. Вернулся на службу из отпуска 2 февраля 1818 года и в том же году назначен адъютантом к генерал-лейтенанту И. Ф. Паскевичу. 14 января 1819 года получил чин поручика, а 21 октября того же года «за болезнью» уволен со службы.
2 октября 1821 года вновь поступил на военную службу — в Мариупольский гусарский полк с чином штабс-ротмистра, и вскоре назначен состоять при начальнике штаба 1-й армии генерал-лейтенанте бароне И. И. Дибиче. 21 февраля 1823 года переведён в лейб-гвардии Гусарский полк с тем же чином, а 4 сентября 1823 года назначен адъютантом к командиру 4-го пехотного корпуса генералу от инфантерии графу П. А. Толстому. Согласно воспоминаниям А. И. Кошелёва, Трубецкой принимал активное участие в собраниях Северного тайного общества на квартире М. М. Нарышкина и «брался доставить своего начальника по рукам и ногам». 28 января 1826 года произведён в ротмистры, а 30 декабря того же года уволен по прошению от службы «для определения к статским делам».
24 мая 1827 года назначен управляющим Комиссией по московской ссуде, а 3 июня того же года произведён в чин надворного советника. Через год, 7 июля 1828 года, уволен по прошению от занимаемой должности, а 30 июля — со службы, с производством при отставке в чин коллежского советника. С 11 ноября 1830 года снова на гражданской службе — чиновник Московского почтамта. 1 июня 1831 года назначен исправляющим должность инспектора 2-го почтового округа. 11 июня 1831 года пожалован состоять в звании камергера Императорского двора, 15 ноября 1831 года произведён в надворные советники, 10 апреля 1832 года — в коллежский советники, 22 апреля 1834 года — в статские советники и 10 августа 1834 года утверждён в должности инспектора.
1 апреля 1838 года произведён в действительные статские советники, а 3 июня 1840 года назначен состоять при главноначальствующем Почтовым департаментом князе А. Н. Голицыне. 14 апреля 1847 года назначен почётным опекуном Московского опекунского совета ведомства учреждений императрицы Марии, а 17 апреля — управляющим Шереметевским инвалидным домом. С 29 октября 1847 года по 24 августа 1852 года состоял членом по учебной части совета московских училищ ордена Святой Екатерины и Александровского, а с 1 ноября 1848 года по 27 ноября 1855 года — управляющим московским Вдовьим домом.
31 августа 1851 года пожалован в гофмейстеры Императорского двора. 14 ноября того же года назначен помощником председательствующего в Московском опекунском совете и Московском отделении Главного совета женских учебных заведений. С 19 июля 1852 года по 15 ноября 1854 года управлял Московской сохранной кассой и сберегательной кассой, с 15 ноября 1854 года по 27 ноября 1855 — управляющий Московским ремесленным учебным заведением, а с 27 ноября 1855 года по 21 августа 1859 года — управляющий Воспитательным домом в Москве, малолетним при нём отделением и фельдшерской школой.
30 апреля 1858 года назначен исправляющим должность президента Московской дворцовой конторы. С 4 мая 1858 года по 1 июля 1865 года состоял попечителем Московского дворцового архитектурного училища. 16 февраля 1859 года назначен председательствующим в Московском опекунском совете и Московском отделении Главного совета женских учебных заведений. 1 июня 1861 года пожалован в обер-гофмейстеры Императорского двора и утверждён в должности президента Московской дворцовой конторы.
30 ноября 1867 года назначен членом Государственного совета Российской империи, с 1873 года — почётный член Мануфактурного совета. Состоял в этих должностях до своей смерти.
В 1863 году Н. И. Трубецкой высочайше был пожалован алмазными знаками к ордену Святого Александра Невского, в 1866 году — орденом Святого Владимира 1-й степени, а 22 июня 1870 года — высшей наградой Российской империи — орденом Святого Андрея Первозванного.
А. С. Пушкин поддерживал знакомство с Трубецким с ранних лет и, вероятно, посвятил ему одно из первых своих посланий «Городок» (1816). Князь владел большой библиотекой, приобретённой у А. С. Норова; у него хранился экземпляр «Цыган» Пушкина на пергаменте, ранее подаренный поэтом А. С. Соболевскому. По своему богатству и происхождению Трубецкой считался одним из первых вельмож Москвы и в своём доме в Знаменском переулке устраивал большие балы и отличные обеды. «Маленького роста, с резким тоном, с важными манерами, ненавидевший либералов, он носил прозвище жёлтого карла, — вспоминал Б. Н. Чичерин, — но под важностью форм в князе был недалёкий, но добрый человек, с чувством своего достоинства, а потому независимого. Он был придворный, но без раболепства и резко осуждал в высокопоставленных лицах всё, что по его мнению было не так, как следовало».
Скончался в Москве и был похоронен на кладбище Новодевичьего монастыря рядом с супругой. Могилы четы уничтожены после Октябрьской революции.

## Семья

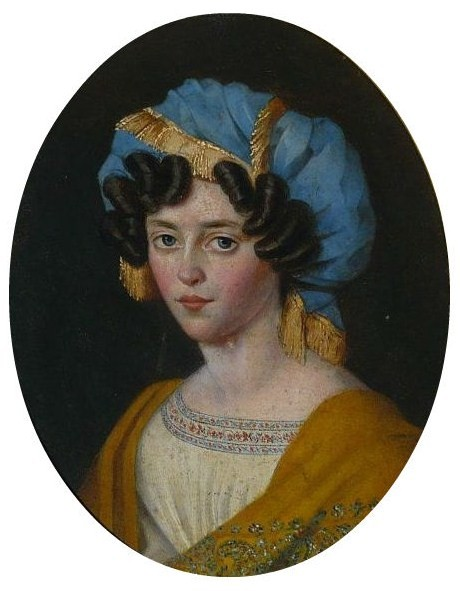
Варвара Алексеевна

Жена (с 29 апреля 1823 года) — графиня Варвара Алексеевна Мусина-Пушкина (1796—1829), младшая дочь знаменитого библиофила. Скончалась в Дрездене от чахотки; по словам К. Булгакова, «бедную Вареньку Трубецкую было очень жаль, она была женщина ещё молодая и милая, и кажется, счастливая в своём семействе». В браке имела двух дочерей:
- Наталья Николаевна (21.05.1824[14]—1861), фрейлина двора, замужем с 5 мая 1843 года[15] за Алексеем Сергеевичем Мусиным-Пушкиным (21.02.1820[16]—1891), владельцем подмосковного Михайловского. Брак её, по мнению современницы, состоялся по расчёту: предложение жениха было принято лишь потому, что он был богат[17]. Она была милая и хорошая женщина, он же был человек живой, любивший наслаждаться жизнью в разнообразных формах[11]. Умерла рано, как и мать, от чахотки.
- Екатерина Николаевна (1826—1914), замужем за камергером Дмитрием Александровичем Всеволожским (1821—1902). Была «похожая лицом на отца, некрасивая, но чрезвычайно приятная, ровного характера, всегда обходительная, разговорчивая, искренний друг своих друзей, которых у неё было много»[11]. Ей принадлежало имение Ивановка в Старооскольском уезде.

## Награды
За период своей службы Трубецкой был удостоен девяти российских и пяти иностранных наград:
- Знак отличия беспорочной службы за XV лет (22 августа 1835),
- Орден Святой Анны 2-й степени (24 апреля 1836),
- Орден Святого Владимира 3-й степени (3 мая 1840),
- Орден Святого Станислава 1-й степени (7 марта 1842),
- Знак отличия беспорочной службы за XX лет (22 августа 1842),
- Знак отличия беспорочной службы за XXV лет (22 августа 1845),
- Орден Святой Анны 1-й степени (14 августа 1848; императорская корона к ордену — 1 июля 1853),
- Знак отличия беспорочной службы за XXX лет (22 августа 1851),
- Орден Святого Владимира 2-й степени (1 июля 1855),
- Знак отличия беспорочной службы за XXXV лет (22 августа 1856),
- Орден Белого орла (26 августа 1856),
- Орден Святого Александра Невского (8 сентября 1859; алмазные знаки к ордену — 30 августа 1863),
- Знак отличия беспорочной службы за XL лет (22 августа 1863),
- Орден Святого Владимира 1-й степени (27 марта 1866),
- Орден Святого апостола Андрея Первозванного (22 июля 1870),
- Знак отличия беспорочной службы за L лет (22 августа 1870).

### Иностранные награды
- ольденбургский орден Заслуг герцога Петра-Фридриха-Людвига, большой крест (1860),
- бельгийский орден Леопольда I 1-й степени (1860),
- вюртембергский орден Фридриха, большой крест (1861),
- итальянский орден Святых Маврикия и Лазаря, большой крест (1867),
- черногорский орден Князя Даниила I 1-й степени (1869).